# No World Order
No World Order – siódma studyjna płyta zespołu Gamma Ray.

## Lista utworów
1. Introduction (Hansen) – 1:00
2. Dethrone Tyranny (Zimmermann) – 4:14
3. The Heart of the Unicorn (Hansen) – 4:48
4. Heaven or Hell (Hansen) – 4:19
5. New World Order (Hansen) – 5:03
6. Damn the Machine (Zimmermann) – 5:04
7. Solid (Hansen) – 4:23
8. Fire Below (Hansen) – 5:34
9. Follow Me (Richter) – 4:43
10. Eagle (Hansen) – 6:05
11. Lake of Tears (Richter) – 6:47
12. Trouble (Hansen) – 5:19 (utwór dodatkowy)

## Skład zespołu
- Kai Hansen – śpiew, gitara
- Henjo Richter – gitara, instrumenty klawiszowe
- Dirk Schlächter – gitara basowa
- Dan Zimmermann – perkusja
- Michael Ehré – perkusja od 2012 r